# الألعاب البارالمبية الصيفية 1992
الألعاب البارالمبية الصيفية 1992 هي النسخة التاسعة من الألعاب البارالمبية بدأت في 3 سبتمبر وإنتهت في 15 سبتمبر 1992 في برشلونة، إسبانيا وثم في مدريد من 14 سبتمبر حتى 22 سبتمبر بعد نجاح عرض برشلونة في الحصول على شرف استضافة ألعاب البارلمبية والألعاب الأولمبية، شارك 3020 رياضي في نسخة برشلونة و1600 رياضي في نسخة مدريد ومن 82 دولة. إحتلت الولايات المتحدة الصدارة في ترتيب الميداليات بعد فوزها ب75 ميدالية ذهبية.